# 1. FC Eutingen
Der 1. FC Eutingen (1. FCE) war ein Fußballverein aus Pforzheim (Stadtteil Eutingen). Der Verein wurde 1909 gegründet. Er war Mitglied des Badischen Fußballverbandes und spielte bis zur Saison 2010/11 in der Kreisklasse Pforzheim. Zur Saison 2011/12 fusionierte der 1. FC Eutingen mit Germania Brötzingen zum neuen Verein SV Kickers Pforzheim.

## Geschichte
Am 8. April 1909 trafen sich 28 junge Eutinger Bürger im Gasthaus „Adler“ in Eutingen, um den 1. FC Eutingen aus der Taufe zu heben. Im Dezember 1910 wurde der Verein in den Süddeutschen Fußballverband aufgenommen. Der junge Sport fand immer mehr Anhänger, und in der Saison 1910/11 zählte der Verein bereits 160 Mitglieder.
Von 1933 bis 1941 spielte der 1. FC Eutingen in der zweitklassigen Fußball-Bezirksklasse Mittelbaden. Die größten Erfolge des Vereines waren der Aufstieg in die Badische Landesliga (später umbenannt in I. Amateurliga) in der Saison 1948/49 und der Titelgewinn des Badischen Pokals der Amateure im Jahre 1950 gegen den ASV Durlach.

## Erfolge
- Badischer Pokalsieger 1950

## Bekannte ehemalige Spieler
- Marc Rapp